# 郑集河
郑集河，位于中国江苏省北部，属于南四湖水系。郑集河上游分为南北两支：郑集北支河发源于丰县南部大沙河镇的陆座楼，东南流经沛县敬安镇，在徐州市铜山区与南支相汇；郑集河南支河发源于大沙河镇的荒庄，东南流经梁寨镇、范楼镇、铜山区何桥镇和黄集镇，在黄集镇以东的松林村与北支河相汇。郑集河自南北两支相汇处继续东流，经郑集镇，最后于山东省微山县高楼乡永胜北村注入微山湖，沿途与徐沛河、苏北堤河以及京杭大运河相交。干、支流全长约100公里，流域面积497平方公里。